# 情熱行き 未来船
「情熱行き 未来船」（じょうねつゆき みらいせん）は、ココナッツ娘。の5thシングル。2001年8月22日にzetimaから発売された。

## 概要
本作のみzetimaレーベルよりリリースされた。

## 収録曲
全作詞・作曲：つんく
1. 情熱行き 未来船
編曲：鈴木Daichi秀行
2. 恋人ブギウギ!
編曲：松原憲
3. 情熱行き 未来船 (Instrumental)

## 参加ミュージシャン
情熱行き 未来船
- プログラミング&ギター：鈴木Daichi秀行
- サックス&ブラスアレンジ：竹上良成
- トランペット：小林太・斎藤幹雄
- トロンボーン：野村裕幸
- コーラス：ココナッツ娘。・つんく・河合夕子・生方信堂

## オムニバスアルバム収録曲
- 情熱行き 未来船：プッチベスト2～三・7・10～ - トラック:10